# Школа первых ракеток
«Школа первых ракеток» (англ. 15/Love) — телесериал, выходивший в эфир в 2004—2006 годах. Сериал снимался в Канаде и Франции.

## Сюжет
Сериал повествует о повседневной жизни учеников Академии тенниса «Каскадия». Они не только обучаются азам тенниса, но и учатся любить, смеяться, плакать, сражаться, мечтать… Они учатся жить!

## В ролях
- Лоранс Лебёф[англ.] — Коди Майерс
- Макс Уокер[англ.] — Гэри «Сквиб» Ферлонг
- Миган Рат — Адена Стайлз
- Жаклин Линецки — Меган О’Коннор (1 сезон)[к 1]
- Вадим Шнайдер — Себастьян Дюбе (1 сезон)[к 1]
- Аманда Крю — Тэнис Мактаггерт (1—2 сезоны)
- Нвамико Мэдден — Кэмерон Уайт (1—2 сезоны)
- Сара-Джин Лабросс — Санни Кападука
- Кайл Швитцер[англ.] — Рик Геддес
- Чарльз Эдвин Пауэлл — президент Гарольд Бейтс
- Тьерри Ашанти — тренер Арти Ганнерсон (1 сезон)
- Джемайма Уэст — Кэссиди Пейн (3 сезон)
- Кристиан Шрапф — Джесси Сигел (3 сезон)
- Скотт Тран — тренер Скиннер (2 сезон)
- Энтони Лемке — тренер Дэниел Брок (3 сезон)
- Тайлер Хайнс — Нэйт Бэйтс (2—3 сезоны)